# GP Explorer : The Last Race
 (3 octobre 2025).
Navigation
GP Explorer 2
Le GP Explorer 3 est la troisième et dernière édition du GP Explorer, une course de Formule 4 entre créateurs de contenu et personnalités publiques organisée par Squeezie. Annoncée le 10 mai 2025 dans un live Twitch, la course se tient du 3 au 5 octobre 2025 au circuit Bugatti du Mans.

## Édition
Après deux premières éditions en 2022 et en 2023, Squeezie annonce le 10 mai 2025 une troisième et dernière édition intitulée « The Last Race ». À nouveau, celle-ci se tient sur le circuit Bugatti du Mans, où 200 000 billets sont mis en venteet s'écoulent en seulement deux heures.

## Liste des engagés
| Équipe              | No | Pilote             |
| ------------------- | -- | ------------------ |
| Alpine              | 27 | Kaatsup            |
| Alpine              | 16 | Ana On Air         |
| Andros Be Nuts !    | 23 | Théodort           |
| Andros Be Nuts !    | 56 | Mastu (R)          |
| Samsung             | 99 | Billy              |
| Samsung             | 19 | SCH                |
| Lego Racing Team    | 15 | Djilsi             |
| Lego Racing Team    | 97 | Maxime Biaggi      |
| Subway              | 38 | Mister V           |
| Subway              | 92 | PLK (R)            |
| Erborian            | 28 | Baghera Jones      |
| Erborian            | 02 | Cocotte (R)        |
| Sol de Janeiro (en) | 31 | Maghla             |
| Sol de Janeiro (en) | 48 | Léa Elui (R)       |
| Lofi Girl M8        | 04 | Nikof (R)          |
| Lofi Girl M8        | 07 | Gotaga             |
| Cupra               | 17 | Ander (R)          |
| Cupra               | 21 | Karchez (R)        |
| The Crew Motorfest  | 42 | Ludwig (R)         |
| The Crew Motorfest  | 51 | Michael Reeves (R) |
| Netflix             | 14 | Squeezie           |
| Netflix             | 10 | AmineMaTue (R)     |
| Durex               | 03 | Anyme (R)          |
| Durex               | 77 | Houdi (R)          |

(R) : Pilotes débutants n'ayant pas participé au GP Explorer 2.

## Séance de qualification

### Résultats des qualifications
Pour répartir l'ordre de la grille de départ, trois séances de qualifications sont organisées, chacune d'une durée de 15 minutes.

#### Séance Q1
Pour empêcher trop de trafic sur la piste, les premières qualifications sont divisées en deux groupes de 12 voitures. Les vingt-quatre pilotes participent et les seize mieux classés, une fois les temps des deux groupes combinés, seront qualifiés pour la Q2.

#### Séance Q2
Dans la deuxième séance de qualifications, seuls les dix pilotes les plus rapides accéderont a la Q3.

#### Séance Q3
Lors de la troisième séance, le top 10 s'élance pour une ultime séance qui détermine les dix premières places de la grille.

## Faits marquants
Pour la première fois, cette édition du GP Explorer se déroule sur trois jours, s'inspirant des codes de la Formule 1.
Autre nouveauté, les courses sont diffusées à l'étranger grâce à des commentateurs non-francophones : Ibai en espagnol, Hasanabi et Pokimane en anglais.
Début juin 2025, France Télévisions annonce que les qualifications et la course sont diffusées respectivement sur France 4 et France 2, du 3 au 5 octobre. Le dimanche, les qualifications sont diffusées en différé sur France 4, tandis que la course et la cérémonie du podium sont à suivre en direct sur France 2. Ce dispositif est accompagné de contenus additionnels sur la plateforme France.tv, avec notamment la diffusion des caméras embarquées des 24 pilotes et les essais,.